# Abantiades labyrinthicus
Abantiades labyrinthicus là một bướm đêm thuộc họ Hepialidae. Đây là loài đặc hữu của Úc, được tìm thấy ở Lãnh thổ Thủ đô Úc, New South Wales, Queensland, Tasmania và Victoria.
Sải cánh của loài này dài khoảng 100 mm đối với con đực và khoảng 160 mm đối với con cái. Cánh trước có màu nâu với hai vệt sáng bạc.
Ấu trùng của loài này sống dưới lòng đất và ăn rễ của nhiều loại cây khác nhau, có thể bao gồm các loài thuộc chi Eucalyptus.